# قطاع عام

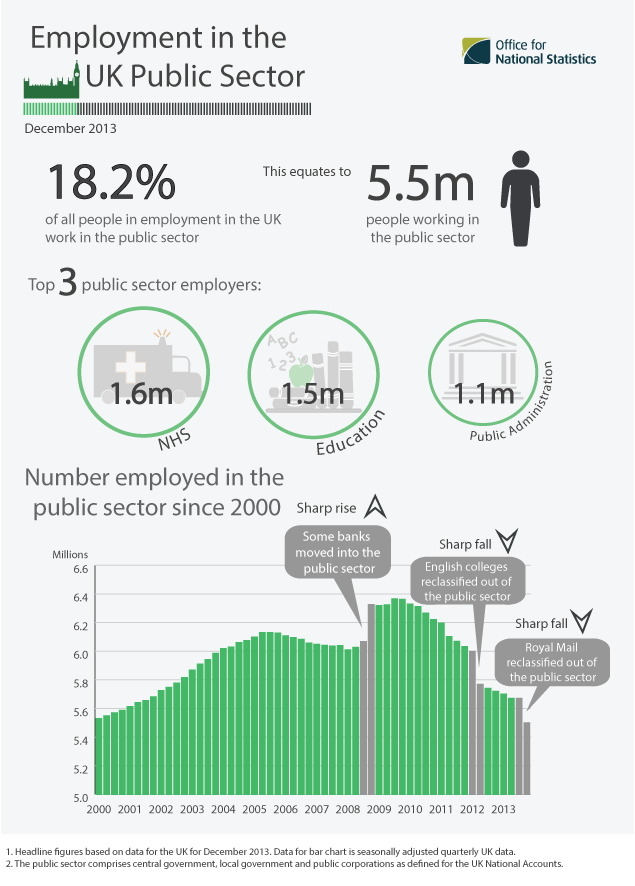

القِطَاع العام (يُسمى أيضًا قِطَاع الدولة) جزء من الاقتصاد، وهو من الخِدْمات العامة والمؤسسات العامة.
تشمَل الخِدمات العامة والمرافق العامة والخِدمات الحكومية كالجيش وإنفاذ القانون والبِنية التحتية (الطرق العامة والجسور والأنفاق وإمدادات المياه والصرف الصحي والشبكات الكهربائية والاتصالات السلكية واللاسلكية وغيرها) والنقل العام والتعليم العام إلى جانب الرعاية الصحية وأولئك الذين يعملون لحساب الحكومة نفسها، مثل المسؤولين المنتخبين. قد يقدم القطاع العام خدمات لا يمكن استبعادها من غير دافعها (مثل إنارة الشوارع)، وهي خدمات تعود بالنفع على المجتمع بأسره بدلاً من الفرد الذي يستخدم الخدمة. المؤسسات العامة، أو الشركات المملوكة للدولة، هي مؤسسات تجارية ذاتية التمويل تخضع للملكية العامة وتقدم مختلف السلع والخدمات الخاصة للبيع وتعمل عادةً على أساس تجاري.
المنظمات التي ليست جزءًا من القطاع العام إما جزء من القطاع الخاص أو القطاع التطوعي. يتكون القطاع الخاص من القطاعات الاقتصادية التي تهدف إلى جني الأرباح لأصحاب المشروع. يتعلق القطاع التطوعي أو المدني أو الاجتماعي بمجموعة متنوعة من المنظمات غير الربحية التي تركز على المجتمع المدني.

## المنظمات
يمكن أن يتخذ تنظيم القطاع العام عدة أشكال، من بينها: الإدارة المباشرة الممولة من خلال الضرائب؛ ليس لدى المؤسسة القائمة بالتوريد أي متطلبات محددة للوفاء بمعايير النجاح التجاري، ويتم تحديد قرارات الإنتاج من قبل الحكومة. مشاريع مملوكة من الدولة؛ التي تختلف عن الإدارة المباشرة من حيث أنها تتمتع بقدر أكبر من الاستقلالية في الإدارة وتعمل وفقًا للمعايير التجارية، ولا يتم اتخاذ قرارات الإنتاج عمومًا من قبل الحكومة (على الرغم من أن الأهداف قد تحددها لهم الحكومة). يتم تنظيم مستويات القطاع العام على ثلاثة مستويات: الفيدرالية أو الوطنية، الإقليمية (الدولة أو المقاطعة)، والمحلية (البلدية أو المقاطعة). يعتبر الاستعانة بمصادر خارجية جزئية (من الحجم الذي تقوم به العديد من الشركات، مثل خدمات تكنولوجيا المعلومات) نموذجًا للقطاع العام. نموذج الشريط الحدودي هو كما يلي: الاستعانة بمصادر خارجية كاملة أو التعاقد الخارجي، مع شركة مملوكة للقطاع الخاص تقديم الخدمة بالكامل نيابة عن الحكومة. قد يُعتبر هذا مزيجًا من عمليات القطاع الخاص مع ملكية عامة للأصول، على الرغم من أن سيطرة القطاع الخاص و / أو المخاطرة كبيرة في بعض الأشكال لدرجة أنه لم يعد من الممكن اعتبار الخدمة جزءًا من القطاع العام (Barlow et a l. ، 2010). (انظر مبادرة المملكة المتحدة للتمويل الخاص). تمثل نقابات الموظفين العمالية العمال. نظرًا لأن مفاوضات العقود الخاصة بهؤلاء العمال تعتمد على حجم الميزانيات الحكومية، فإن هذا هو الجزء الوحيد من الحركة العمالية التي يمكن أن تساهم فعليًا بشكل مباشر في الأشخاص الذين يتحملون المسؤولية النهائية عن معيشتهم. وبينما يتطابق نمط العطاء الخاص بهم مع النقابات الأخرى، تركز نقابات القطاع العام أيضًا مساهماتها على أعضاء الكونغرس من كلا الحزبين الذين يشاركون في لجان تتعامل مع الميزانيات والوكالات الفيدرالية.